# Théorie des trois âges des archives
Pour les articles homonymes, voir Trois âges.
La théorie des trois âges des archives est une thèse selon laquelle le cycle de vie d'un document d'archives connaît trois phases : une période dans laquelle il sert pour son utilité première, une deuxième étape intermédiaire dans laquelle il est archivé provisoirement et reste accessible en cas de besoin imprévu, puis un dernier stade qui consiste dans son archivage pérenne.

## Historique
Sur la base des réflexions de l'administration fédérale américaine pour améliorer son fonctionnement dans les années 1940-1950 et des travaux de Theodore R. Schellenberg dans les années 1950, Yves Pérotin développe cette théorie dans un article de 1961 puis dans le Manuel d'archivistique français de 1970 afin de répondre aux difficultés de communication entre les Archives nationales et l'administration. Yves Pérotin souhaitait inciter les administrateurs en France à prendre mieux en considération la conservation des documents qu'ils produisent, en développant l'idée d'un archivage à plusieurs niveaux et espacé dans le temps et en sensibilisant les archivistes à la valeur administrative et non seulement historique des documents.
Ce modèle connaît une reconnaissance juridique en France avec l'adoption de la loi du 3 janvier 1979, qui établit une définition légale des archives publiques et privées, leur conservation et leur usage. Il constitue l'un des axes qui détermine la sélection, donc le tri et l'élimination, des documents publics. Le décret du 3 décembre 1979 ajoute une disposition précisant que le triage des documents ne doit s'effectuer avant la perte de leur utilité administrative, sans toutefois indiquer de manière plus opérante la durée de vie d'une archive courante ou le moment effectif du tri. En Allemagne existe un système d'enregistrement des documents (la Registratur), en Angleterre des fonctionnaires (record officers) chargés des archives courantes qui répondent de manière plus pertinente à ce besoin. Au Québec, le modèle en trois phases est officiellement incorporé dans la pratique archivistique depuis 1983 en raison de la Loi sur les archives, qui impose aux archivistes du secteur public d'élaborer des calendriers de conservation selon les cycles actifs, semi actifs et inactifs des documents.

## Description des phases du modèle

### Premier âge: les archives courantes
Les archives entrent dans leur phase courante dès leur validation. Les archives courantes ont une valeur primaire, c’est-à-dire qu'elles sont utilisées pour les mêmes raisons que celles ayant mené à leur création. Puisqu’elles correspondent aux documents qui sont nécessaires aux opérations quotidiennes d’un organisme, elles sont disposées de manière à être accessibles rapidement pour leurs utilisateurs.

### Second âge: les archives intermédiaires
Les archives entrent en mode intermédiaire à la fin de leur usage courant. Elles continuent d’être consultées pour leur valeur primaire, mais il n’est pas nécessaire, pour l’organisme, de s’y référer aussi fréquemment. Elles doivent tout de même être conservées pour diverses raisons (légales, par exemple). Pour des besoins d'espace, elles sont généralement placées en retrait des archives courantes.

### Troisième âge: les archives définitives
Lorsque les archives atteignent leur échéance légale ou interne, elles entrent dans la phase inactive. Deux options sont alors possibles: soit elles sont éliminées, soit elles sont conservées à titre d'archives définitives. Les documents qui sont conservés le sont pour leur valeur secondaire (valeur de témoignage).

## Critiques
À l'ère où la masse documentaire est en voie de devenir essentiellement numérique, la pertinence de penser les documents en trois cycles est discutée. Entre autres, le stade intermédiaire de conservation ne semble plus aussi essentiel qu'à l'époque où la quantité importante de documents papier créait des problèmes d'espace. Dans les années 1990, une vague de remises en question de la théorie des trois âges est amenée par les tenants du Records Continuum, théorie alternative qui propose une approche intégrée de l'archivistique, moins linéaire et adaptée aux documents numériques. De plus, la théorie des trois âges a l'inconvénient de laisser supposer que la valeur d'un document s'accroît mécaniquement avec le temps plutôt que d'interroger son intérêt – donc le traitement qu'il nécessite – dès sa création. En outre, les trois étapes peuvent se subdiviser et le caractère ternaire du cycle apparaît alors schématique. Elle demeure intéressante pour penser la chaîne documentaire mais moins pertinente pour fonder la pratique archivistique.

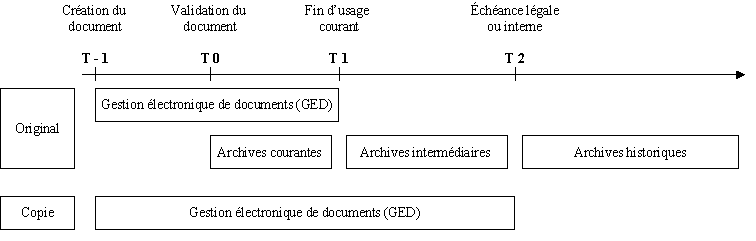
Gestion des documents d'archives.